# Schéma d'aménagement et de gestion des eaux
Pour les articles homonymes, voir Sage (homonymie).
 (décembre 2021).
En France, le schéma d'aménagement et de gestion des eaux (SAGE) décline à l'échelle d'un bassin versant et de son cours d'eau, appelés unité hydrographique ou d'un système aquifère les grandes orientations définies par sa version départementale, le SDAGE. Il a été instauré par la loi sur l'eau du 3 janvier 1992 et codifié par les articles L212-3 à L212.11 du Code de l'environnement.

## Présentation
Le SAGE est élaboré par une Commission locale de l'eau (CLE) qui comprend des représentants de l'État (25 %), des collectivités locales (50 %) et des usagers (25 %). 
Parmi les usagers, on peut trouver des associations de consommateurs, et/ou de protection de l'environnement, et/ou de riverains, etc. Historiquement, les premiers usagers concernés par cette disposition de la loi, étaient les pêcheurs.
Le SAGE énonce les priorités à retenir, en tenant compte
- de la protection du milieu naturel aquatique ;
- des nécessités de mise en valeur de la ressource en eau ;
- de l'évolution prévisible de l'espace rural ;
- de l'environnement urbain et économique ;
- de l'équilibre à assurer entre les différents usages de l'eau ;
- et des contraintes économiques.

Pour en faire un outil vraiment opérationnel, les collectivités territoriales intéressées peuvent s'associer dans une communauté locale de l'eau qui prend le plus souvent la forme d'un syndicat mixte ou d'un établissement public territorial de bassin.

## Procédures
- La loi Grenelle II les a modifiées
- Un projet de SAGE arrêté par la commission locale de l'eau à la date de publication du décret prévu à l'article L. 212-11 peut être approuvé selon la procédure prévue par les dispositions législatives et réglementaires antérieures pendant un délai de 3 ans (au lieu de 2 ans avant le Grenelle II) à compter de cette même date. 
Le schéma approuvé constitue le plan d'aménagement et de gestion durable de la ressource défini au I de l'article L. 212-5-1 [1]

## Chiffres clés

### Superficie couverte
En juin 2013, 51 % du territoire français (métropole et outre-mer) est couvert par un ou plusieurs SAGE. 
Au niveau régional, on observe de grandes disparités entre les différentes régions. Ce pourcentage varie de 0 % - en Guadeloupe, Guyane ou Martinique - à 100 % - en Bretagne ou dans le Nord-Pas-de-Calais. 
Le territoire français est très hétérogène en matière de couverture par les SAGE.

### État d’avancement des SAGE
En juin 2013, on compte 178 SAGE en France (Métropole et outre-mer), dont : 
- 2 non démarrés,
- 5 en émergence,
- 2 en cours d’instruction,
- 97 en cours d’élaboration,
- 72 mis en œuvre (dont 37 en cours de révision).

## Cas particulier
- Pour le marais poitevin, la loi Grenelle II a créé en 2010  un « Établissement public de l’État à caractère administratif pour la gestion de l'eau et de la biodiversité du marais poitevin »[3] (organisme à vocation de maitrise d'ouvrage, mais non compétent pour la gestion des risques liés aux inondations).